# Transition Region and Coronal Explorer
Transition Region and Coronal Explorer (TRACE) é um telescópio espacial da NASA criado para investigar as relações entre os campos magnéticos e as estruturas associadas de plasma no Sol, através de imagens de alta resolução e da observação da fotosfera e da região de transição até a coroa solar.